# Voorofsche Polder (natuurgebied)
De Voorofsche Polder is een natuurgebied dat is gelegen ten oosten van het Gouwebos in de Nederlandse gemeente Waddinxveen. Het gebied bestaat uit een veenweide met een oppervlakte van 31 hectare. Het is in 2000 aangekocht en in beheer genomen door de natuurbeschermingsorganisatie Zuid-Hollands Landschap. Daarvoor maakte het gebied deel uit van het recreatiegebied het Gouwebos.
Het gebied is vernoemd naar het voormalig waterschap Voorofsche Polder.

## Veenweide
Het natuurgebied de Voorofsche Polder is een onverstoord restant van een veenweide. Het relatief kleine gebied is rijk aan weidevogels, wat gezien de bebouwing in de nabije omgeving opmerkelijk genoemd mag worden. Het weidevogelgebied is kwetsbaar voor verstoringen waardoor de mogelijkheden voor recreatie beperkt zijn. Vanaf de kade aan de westzijde is het gebied echter goed te overzien.
De beheerder van het gebied heeft op een van de percelen een plasdras-situatie gecreëerd, zodat de grutto, de kievit en de tureluur zich daar thuis kunnen voelen. Een pomp op zonne-energie zorgt voor het juiste waterpeil. Het drassige perceel heeft een grote aantrekkingskracht op weidevogels met name door de wormen. Die kruipen in dit natte land eerder naar boven dan in droge gebieden en de vogels doen zich graag daaraan tegoed.
De omliggende, droge percelen zijn heel geschikt als broedplek voor weidevogels. Er groeit daar veel gras en er ontstaan ruigten. De bloemrijke weilanden trekken veel insecten aan. De insecten zijn een belangrijke voedselbron voor de jonge weidevogels die tussen de hoge begroeiing ook beschutting vinden. Gebieden als deze zijn daarom van grote waarde.
Langs de slootkanten groeit lisdodde, waardoor er mooie beschutte broedplekken ontstaan voor de minder bekende slobeend en zomertaling. Soorten als veldleeuwerik en graspieper houden weer meer van het hogere gras en ruigten.
Om weidevogels in de toekomst een grotere overlevingskans te geven is in de tweede helft van 2022 het waterpeil blijvend verhoogd. Dit is gedaan door onder andere het plaatsen van dammen en stuwen. Eén keer per jaar wordt er extra water het gebied ingepompt. Verder zijn op verschillende plekken rasters aangebracht en zijn er diverse struiken gesnoeid, zodat roofdieren zo min mogelijk het gebied kunnen verstoren.